# NGC 4025
NGC 4025 é uma galáxia espiral barrada (SBc) localizada na direcção da constelação de Ursa Major. Possui uma declinação de +37° 47' 32" e uma ascensão recta de 11 horas, 59 minutos e 10,0 segundos.
A galáxia NGC 4025 foi descoberta em 17 de Março de 1787 por William Herschel.